# Europe ’72
Europe ’72 — тройной концертный альбом группы Grateful Dead, выпущенный в 1972 году, записан во время западноевропейского турне в начале 1972 года.

## Список композиций
| №  | Название                                                    | Длительность |
| -- | ----------------------------------------------------------- | ------------ |
| 1. | «Cumberland Blues» (Джерри Гарсия, Роберт Хантер и Фил Леш) | 5:47         |
| 2. | «He's Gone» (Гарсия и Хантер)                               | 7:12         |
| 3. | «One More Saturday Night» (Боб Вейр)                        | 4:45         |

| №  | Название                                | Длительность |
| -- | --------------------------------------- | ------------ |
| 4. | «Jack Straw» (Хантер и Вейр)            | 4:46         |
| 5. | «You Win Again» (Хэнк Уильямс)          | 3:54         |
| 6. | «China Cat Sunflower» (Гарсия и Хантер) | 5:33         |
| 7. | «I Know You Rider» (The Grateful Dead)  | 4:55         |

| №   | Название                             | Длительность |
| --- | ------------------------------------ | ------------ |
| 8.  | «Brown-Eyed Women» (Гарсия и Хантер) | 4:55         |
| 9.  | «It Hurts Me Too» (Элмор Джеймс)     | 7:18         |
| 10. | «Ramble On Rose» (Гарсия и Хантер)   | 6:09         |

| №   | Название                               | Длительность |
| --- | -------------------------------------- | ------------ |
| 11. | «Sugar Magnolia» (Хантер и Вейр)       | 7:04         |
| 12. | «Mr. Charlie» (Хантер и Рон МакКернан) | 3:40         |
| 13. | «Tennessee Jed» (Гарсия и Хантер)      | 7:13         |

| №   | Название                                                                          | Длительность |
| --- | --------------------------------------------------------------------------------- | ------------ |
| 14. | «Truckin'» (Гарсия, Хантер, Леш и Вейр)                                           | 13:08        |
| 15. | «Epilogue» (Гарсия, Донна Годшо, Кит Годшо, Билл Кройцман, Леш, МакКернан и Вейр) | 4:33         |

| №   | Название                                                                         | Длительность |
| --- | -------------------------------------------------------------------------------- | ------------ |
| 16. | «Prelude» (Гарсия, Донна Годшо, Кит Годшо, Билл Кройцман, Леш, МакКернан и Вейр) | 8:08         |
| 17. | «(Walk Me Out in the Morning Dew» (Бонни Добсон и Тим Роуз)                      | 10:35        |

## Участники записи
Grateful Dead
- Джерри Гарсия — гитара, вокал
- Билл Кройцман — ударные
- Фил Леш — бас-гитара, вокал
- Рон МакКернан — клавишные, вокал, губная гармошка
- Боб Вейр — гитара, вокал
- Кит Годшо — пианино
- Донна Годшо — бэк-вокал